# Geelbandral
De geelbandral (Hypotaenidia philippensis, synoniem: Gallirallus philippensis) is een ral die voorkomt in grote delen van Australazië en het zuidwesten van de Grote Oceaan.

## Kenmerken
De geelbandral is een grotendeels terrestrische vogel, die ongeveer 25 tot 33 cm lang wordt. De bovenzijde is voornamelijk bruin, de onderzijde is zwart met wit. Ze hebben een witte wenkbrauw, een kastanjebruine band van de snavel tot in de nek en een vaalgele band op de borst.

## Ondersoorten, verspreiding en leefgebied
De geelbandral komt voor in grote delen van Australazië en het zuidwesten van de Grote Oceaan waaronder de Filipijnen, Nieuw-Guinea, Australië en talloze kleinere eilanden van de tropen tot aan de Sub-antarctische Eilanden. 
Het leefgebied bestaat uit een groot aantal typen draslanden zoals moerassen, meertjes, beken, overstromingsvlakten, riviermondingen, mangrove en afvalwaterzuiveringen. Bovendien kan de vogel aangetroffen worden in droog grasland, heide, half bebost gebied met struikgewas, weiland, akkers, grote tuinen, parken, vliegvelden en golfterreinen, mits er dicht struikgewas of riet in de nabijheid is om zich in te verbergen. De vogel komt zelfs voor op kale eilanden en tot op 3600 m boven zeeniveau.
Er zijn twintig ondersoorten bekend, waarvan één is uitgestorven:
- Hypotaenidia philippensis andrewsi: Cocoseilanden in de Indische Oceaan).
- H. p. xerophila: Gunungapi Wetar (Bandazee).
- H. p. wilkinsoni: Flores (Kleine Soenda-eilanden).
- H. p. philippensis: van de Filipijnen, Sulawesi en Sumba tot Timor.
- H. p. pelewensis: Palau op de westelijke Carolinen.
- H. p. anachoretae: Kaniet op de Admiraliteitseilanden.
- H. p. admiralitatis: de Admiraliteitseilanden.
- H. p. praedo: Skokie op de Admiraliteitseilanden.
- H. p. lesouefi: Lavongai, Nieuw-Ierland, Tabar en Tanga van de Bismarck-archipel.
- H. p. meyeri: Witu en Nieuw-Brittannië van de Bismarck-archipel.
- H. p. christophori: de Salomonseilanden.
- H. p. sethsmithi: Vanuatu en Fiji.
- H. p. swindellsi: Nieuw-Caledonië en de Loyaliteitseilanden.
- H. p. goodsoni: Samoa en Niue.
- H. p. ecaudata: Tonga.
- H. p. assimilis: Nieuw-Zeeland.
- † H. p. macquariensis: Macquarie-eiland (uitgestorven).
- H. p. lacustris: noordelijk Nieuw-Guinea.
- H. p. tounelieri: de Koraalzee-eilanden (van zuidoostelijk Nieuw-Guinea tot noordelijk Nieuw-Caledonië).
- H. p. mellori: zuidelijk en westelijk Nieuw-Guinea, Australië en Norfolk.

## Voedsel
De geelbandral is een allesetende aaseter. Hun dieet bestaat onder andere uit diverse soorten gewervelden en ongewervelden, zaden, gevallen fruit en ander plantaardig materiaal. Verder eten ze afval en aas.

## Voortplanting
Het nest van de geelbandral is meestal te vinden in dichte gras of roodachtige vegetatie vlak bij het water. De gemiddelde legsel is vijf tot acht eieren.

## Status
De vogel heeft een groot verspreidingsgebied en ook een groot aanpassingsvermogen. Op een paar eilanden wordt deze ral echter bedreigd door ingevoerde huiskatten en andere predatoren zoals op sommige de Fijieilanden. Op Taveuni, West-Samoa en Niue is het echter een algemeen voorkomende vogelsoort. Daarom staat de soort als niet bedreigd op de Rode Lijst van de IUCN.